# Liste der Bodendenkmale in Nünchritz
In der Liste der Bodendenkmale in Nünchritz sind die Bodendenkmale der Gemeinde Nünchritz und ihrer Ortsteile nach dem Stand der Auflistung von Harald Quietzsch und Heinz Jacob aus dem Jahr 1982 aufgelistet. Eventuelle Änderungen und Ergänzungen, insbesondere aus der Zeit nach der Wende, sind nicht berücksichtigt, da für Sachsen aktuell keine neueren allgemein zugänglichen Bodendenkmallisten vorliegen. Die Baudenkmale sind in der Liste der Kulturdenkmale in Nünchritz aufgeführt.
| Denkmal-ID | Fundart            | Ortsteil         | Bezeichnung                  | Zeitstellung              | Lage | Bemerkungen | Bild |
| ---------- | ------------------ | ---------------- | ---------------------------- | ------------------------- | --- | --- | ---- |
| ?          | Befestigung > Burg | Diesbar-Seußlitz | Wallanlage „Goldkuppe“       | Bronzezeit                | südöstlich von Seußlitz, Hochplateau über der Elbe                                                                               | Höhenburg mit Randbefestigung, Schutz seit 23. Februar 1938, erneuert 12. November 1957                                           |      |
| ?          | Befestigung > Burg | Diesbar-Seußlitz | Wehranlage „Heinrichsburg“   | Mittelalter               | südöstlich von Seußlitz, Geländesporn über dem Pavillon                                                                          | Turmhügelburg als Spornbefestigung mit unmittelbar vorgelagertem Graben, Schutz seit 23. Februar 1938, erneuert 12. November 1957 |      |
| ?          | Befestigung > Burg | Diesbar-Seußlitz | Wallanlage „Burgberg“        | Bronzezeit und Slawenzeit | auf dem Gebiet der Gemeinden Diera-Zehren (Löbsal) und Nünchritz (Diesbar) westnordwestlich von Löbsal, Hochfläche über der Elbe | Durch Abschnittswall befestigter Geländesporn, Schutz seit 18. Februar 1935, erneuert 18. Januar 1973                             |      |
| ?          | Befestigung > Burg | Leckwitz         | Wallanlage „Schwedenschanze“ | Slawenzeit                | westlich des Orts, Hochufer der Elbe                                                                                             | ovaler Ringwall als Kantenbefestigung, Schutz seit 28. August 1934, erneuert 12. November 1957                                    |      |
| ?          | besonderer Stein   | Merschwitz       | Gruppe von 3 Steinkreuzen    | Spätmittelalter           | nordöstlich des Orts, nördlich an der Hohen Straße                                                                               | Klingenwaffe auf einem Kreuz eingeritzt, Schutz seit 6. Juni 1973                                                                 |      |
| ?          | Befestigung > Burg | Zschaiten        | Wasserburg                   | Mittelalter               | nördlicher Ortsteil, östlich des Guts                                                                                            | Viereckhügel mit umlaufendem Graben, Schutz seit 10. Juli 1939, erneuert 12. November 1957                                        |      |